# ジャングル・カブス
ジャングル・カブス (Jungle Cubs) は､ディズニー映画ジャングル・ブックの2番目となるテレビアニメ。アメリカ合衆国のテレビアニメ。アメリカでは1996年から1998年にかけて放送。日本では2004年11月にWOWOWにてディズニースペシャルを放送した後、2005年1月13日から同局にてレギュラー放送された。

## キャラクター
バルー
声 - パメラ・アドロン（坂本千夏）
のんきなクマの男の子。音楽や友達と遊ぶことが好き。
バギーラ
声 - エリザベス・デイリー (シーズン1)、ディー・ブラッドリー・ベイカー (シーズン2)
まじめで正義感の強いクロヒョウの男の子。バルーの親友。
ルイ
声 - ジェイソン・マースデン、(シーズン1)、クリー・サマー (シーズン2)
やんちゃなオランウータンの男の子。バルーとバギーラの友達で、ジャングルの王様になりたいと思っている。
シア・カーン
声 - ジェイソン・マースデン（高乃麗）
プライドの高いトラの男の子。普段はバルー達と仲が悪い。
カー
声 - ジム・カミングス
動物たちに催眠術をかけたがるヘビの男の子。自分で自分に催眠術をかけてしまう。
ハティ
声 - ロブ・ポールセン (シーズン1)、スティーブンファースト (シーズン2)
気難しいゾウの男の子。ゾウの女の子のウィニフレッドと恋に落ちる。
セシルとアーサー
声 - マイケル・マッキーン、デビッドランダー
バルーたちを食べたがっているハゲタカ。
ナマケモノ
声 - 瀬口昌代
ジョハー
声 - (松本さち)
リーピー
声 - (松本さち)

## 各話リスト
| 話数 | 話数 | 邦題                   | 原題                                            | 日本放送日 (WOWOW) | 備考  |
| ---- | ---- | ---------------------- | ----------------------------------------------- | ------------------ | ----- |
| 1    | 1    | 恐怖のウエイストランド | A Night in the Wasteland                        | 2005年1月13日      | [ 4 ] |
| 2    | 3    | 運命の出会い           | Hathi Meets His Match                           | 2005年1月18日      | [ 4 ] |
| 3    | 6    | なかまを救え           | Red Dogs                                        | 2005年1月19日      | [ 4 ] |
| 4    | 4    | カーの友だち           | Mondo Mungo                                     | 2005年1月20日      | [ 4 ] |
| 5    | 5    | ルーイの家出           | Who Wants to Be a Baboon?                       | 2005年1月25日      | [ 4 ] |
| 6    | 2    | バギーラは口だけ?      | How the Panther Lost His Roar                   | 2005年1月26日      | [ 4 ] |
| 7    | 8    | 友情の危機             | Hulla Baloo                                     | 2005年2月1日       | [ 4 ] |
| 8    | 7    | ハゲタカの大暴走       | The Great Kaadini                               | 2005年2月2日       | [ 4 ] |
| 9    | 9    | 宝を探しに             | Treasure of The Middle Jungle                   | 2005年2月3日       | [ 4 ] |
| 10   | 11   | ハティの初恋           | Splendor in the Mud                             | 2005年2月8日       | [ 4 ] |
| 11   | 10   | アーサーはひとりぼっち | Feather Brains                                  | 2005年2月9日       | [ 4 ] |
| 12   | 13   | オオカミが来た!        | The Coming of the Wolves                        | 2005年2月10日      | [ 4 ] |
| 13   | 12   | 氷はだれのもの?        | Trouble on the Waterfront                       | 2005年2月15日      | [ 4 ] |
| 14   | 14   | 王様になる日           | The Ape Who Would Be King                       | 2006年7月10日      | [ 5 ] |
| 15   | 15   | ハティの初恋親友       | Trunks For The MemoriesKasaba Ball              | 2006年7月11日      | [ 5 ] |
| 16   | 16   | ハティはゾウ失格？     | Hathi's MakeoverCurse of The Magnificent Melon  | 2006年7月12日      | [ 5 ] |
| 17   | 17   | バンドを組もう！       | The Five BananasBirthday Snake                  | 2006年7月13日      | [ 5 ] |
| 18   | 18   | スター誕生             | Old Green TeethThe Elephant Who Couldn't Say No | 2006年7月18日      | [ 5 ] |
| 19   | 19   | むっつり村             | Hair BallA Tale of Two Tails                    | 2006年7月19日      | [ 5 ] |
| 20   | 20   | 道草を食いすぎて…      | Waiting For BalooTree For Two                   | 2006年7月20日      | [ 5 ] |
| 21   | 21   | カーンは親切？         | Nice TigerSleepless In The Jungle               | 2006年7月24日      | [ 5 ] |

## 日本語版制作スタッフ
- 翻訳 - 渡辺ひとみ[6]